# Polismord i Sverige

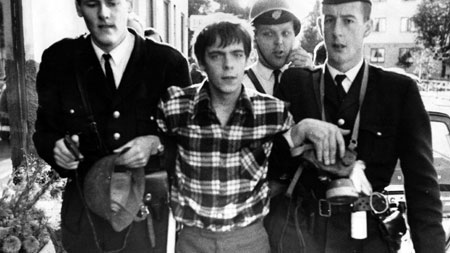
Gunnar Norgren grips efter att ha mördat polismannen Ragnar Sandahl i Nyköping 1966.

Sedan början av 1900-talet har 32 poliser i Sverige avlidit under tjänstgöring på grund av dödligt våld. Med undantag för ett fall från 1992, då en polis blev skjuten till döds i Stockholm, så har alla mord klarats upp. Alla poliser har varit män och alla mord är begångna av män. Merparten av gärningsmännen är personer med allvarlig psykisk sjukdomsproblematik och vanligaste vapnet är ett skjutvapen. Det blodigaste årtiondet var 1900–1910, då sju polismän mördades, med 1960-talet som näst blodigast då sex polismän mördades.
Ytterligare 69 poliser har dött under tjänstgöring under samma period, exempelvis i bilolyckor, men dessa listas inte här. Det finns också fall där poliser dödats då de ingripit vid pågående brott och liknande, utanför sin tjänstgöring, men dessa listas inte heller här.

## Statistik
| Decennium | Antal döda |
| --------- | ---------- |
| 189x      | 1          |
| 190x      | 7          |
| 191x      | 0          |
| 192x      | 4          |
| 193x      | 2          |
| 194x      | 1          |
| 195x      | 2          |
| 196x      | 6          |
| 197x      | 3          |
| 198x      | 1          |
| 199x      | 3          |
| 200x      | 2          |
| 201x      | 0          |
| 202x      | 1          |

## Före 1900
Här nedan listas ett antal polismord före år 1900, men listan är ej komplett:
- Kronolänsman Johan Persson, sköts av Peter Håkansson i Emmaboda. (29 oktober 1728)[3]
- Länsman Albert Gawell och fjärdingsman Olof Norén, sköts av Per Johan Pettersson, tillsammans med sina bröder och sin far, i Alfta finnskog, Hälsingland - de så kallade Alftamorden. (1892) – Se Per Johan Pettersson

## 1900-talets första decennium
- Johan Fredrik Hedén, 46 år, knivmördades av en alkoholpåverkad person i Göteborg. (1900) – Se Polismordet i Göteborg 1900
- Axel Danielsson, 20 år, knivskars till döds efter ett familjebråk i Karlstad. (1905)
- Nils Anton Lindén, 21 år, knivdödades utanför en mjölkbutik i Göteborg. (1907) – Se Polismordet i Göteborg 1907
- Johan Hjalmar Henriksson, 34 år, knivskars till döds vid ett fritagningsförsök i Haparanda. (1908)
- Jons Nilsson-Roos, 26 år, sköts med hagelgevär av en svartsjuk äkta man i Ängelholm. (1908)
- Carl August Rinnander, 72 år, och Karl Hedman, 37 år, sköts av en psykiskt sjuk man i Hällestad i Östergötland. (november 1909)

## 1920-talet
- Johan Snitt, 45 år, slogs ihjäl av tre män i Olsbacka, Sandviken. (1920)
- Axel Stenborg, 41 år, sköts ihjäl av en avspisad kafégäst i Tranås. (1921)
- Sven Johan Svenson, knivhöggs till döds i Råsen i Småland. (1922)[4]
- August Björkman, 53 år, sköts av en person på permission från Sankta Annas sjukhus i Flen där gärningsmannen vårdades för psykiska besvär. (1922)[5]
- Carl Olander, 34 år, sköts ihjäl av en man gripen för att förfalskat en postanvisning, i ett förhörsrum inne på en polisstation på Spannmålsgatan i Göteborg. (maj 1923) – Se Polismordet i Göteborg 1923
- Anders Julius Ståhl, 52 år, misshandlades till döds vid Hököpinge Folkets park. (1928)

## 1930-talet
- Landsfiskal Sigurd Norén, 30 år, sköts efter ett butiksinbrott i Bergby i Gävle. (1935)
- Carl Cederbaum, 49 år, sköts under pågående rättegång i Nyköping. (1936)

## 1940-talet
- Nils Nilsson, 37 år sköts på polisstationen i Uddevalla. (1943)

## 1950-talet
- Torsten Bremer, 28 år sköts av en kidnappare i Sollentuna. (1950)
- Carl Jonsson, 41 år, sköts av en cykeltjuv i Råneå. (1957)

## 1960-talet
- Gunnar Björkner, blev rånad och knivhuggen när han hämtade de anställdas löner, och dog efter en tid i sviterna av knivhugget utan att återkomma i tjänst. (1964)[6]
- Ragnar Nilsson, 37 år, sköts av en 16-årig biltjuv utanför Linköping (i Sjögestad). (1965)
- Ragnar Sandahl, 53 år, sköts med kpist utanför Nyköping. Clark Olofsson var med vid mordet men det var medbrottslingen Gunnar Norgren som höll i vapnet. (1966) – Se Polismordet i Nyköping 1966
- Uno Helderud, 45 år, och Lars Birger Wikander, 29 år, mördades i Handen. Även väktaren Nils Bertil Nilsson, 59 år, dödades. (1967) Se Handenmorden
- Alf Sigberg, 25 år, sköts när han grep en inbrottstjuv i Stockholm. (1968)

## 1970-talet
- Hugo Strömgren, 43 år, sköts med  mausergevär i Krokom. ( april 1971) – Se Polismordet i Krokom 1971
- Sven Lundin, 55 år, sköts när han försökte lugna ner en man med psykiska besvär utanför Mjölby. (1972)
- Gunnar Carlsson, 34 år, sköts när han jagade inbrottstjuvar i Bromma. (1976)

## 1980-talet
- Holger Pohjanen, 37 år, bror till författaren Bengt Pohjanen, sköts i sin polisbil i Gällivare. (juni 1984)

## 1990-talet
- Leif Widengren, 53 år, sköts vid ett postrån i Högdalen, Stockholm. Mordet är fortfarande som enda polismord ouppklarat. (februari 1992) – Se Polismordet i Högdalen 1992
- Olov "Olle" Borén, 42 år, och Robert Karlström, 30 år, sköts i Malexander. (maj 1999) – Se Malexandermorden

## 2000-talets första decennium
- Ulf Grape, 48 år, misshandlad till döds efter tjänstgöringspass i Hedemora.[7] (augusti 2004)
- Fredrik Widén, 32 år, sköts i Nyköping under en handräckning av en man efter beslut om psykiatrisk tvångsvård. (juni 2007) – Se Polismordet i Nyköping 2007

## 2010-talet
Inget polismord skedde

## 2020-talet
- Andreas Danman, 33 år, sköts till döds i Biskopsgården på Hisingen i Göteborg.[8] (30 juni 2021)